# Incident del Virginius
L'incident del Virginius (també referenciat de vegades com Afer Virginius) va ser una disputa diplomàtica esdevinguda en els anys 1870 entre els Estats Units, el Regne Unit i Espanya en el transcurs de la Guerra dels Deu Anys.

## Història del Virginius
El Virginius era un vaixell utilitzat en la Guerra de Secessió Nord-Americana per a forçar bloqueigs. Va ser construït a la drassana Aitken & Mansel de Glasgow, Escòcia, el 1864, sent batejat com a Virgin. Es va convertir en botí de guerra quan va ser capturat el 12 d'abril de 1865 pels Estats Units. El 1870, el vaixell va ser venut a John F. Patterson. Aquest va utilitzar el vaixell per a fer contraban amb Cuba, que en aquells anys es trobava lluitant per la seva independència contra Espanya.

## Conflicte internacional
El 31 d'octubre de 1873, el vaixell, que aleshores comandava Joseph Fry, un antic oficial de vaixells tant federals com confederats; va ser capturat a prop de Morant Bay, a Jamaica, pel navili espanyol Tornado. El Virginius, que transportava un total de 155 passatgers (la majoria cubans però també nord-americans i britànics), va ser portat fins a Santiago de Cuba. Després d'una cort marcial, 53 d'aquests passatgers van ser executats el 4, el 7 i el 8 de novembre com a pirates, incloent Fry i diversos ciutadans britànics i nord-americans. La intervenció del HMS Niobe i del seu capità van evitar un nombre més gran d'execucions.

## Reaccions i solució al conflicte
A partir d'aquell moment, les relacions entre Espanya i els Estats Units es van crispar, i la guerra semblava imminent. El 8 de desembre, el govern espanyol va acordar tornar el Virginius als Estats Units. El 16 de desembre, va lliurar els supervivents de la tripulació i dels passatgers a un navili de guerra nord-americà al port de Santiago de Cuba fent saludar la bandera dels Estats Units el 25 de desembre, com a prova que el Virginius no estava autoritzat a navegar sense la bandera nord-americana.
Finalment, el 27 de febrer de 1875 es va firmar un acord mitjançant el qual el govern espanyol indemnitzava el govern dels Estats Units amb 80.000 USD per l'execució de ciutadans nord-americans. De la mateixa manera, el govern britànic va rebre una altra indemnització.

## Naufragi
El Virginius va naufragar a prop del cap Hatteras mentre era remolcat per l'USS Ossipee. El Fiscal General dels Estats Units havia decidit abans del 25 de desembre que el Virginius era propietat del General Quesada i altres cubans, i que per tant no tenia dret a portar la bandera nord-americana.